# Caza N-1
En el universo ficticio de la Guerra de las Galaxias, el caza estelar Naboo N-1  es una nave de un solo piloto estilo caza usadas por los Naboo. Sus exquisitas curvaturas y su pulida superficie amarilla las hacían características a donde quería que fueran. En los hangares reales de la ciudad Theed, capital de Naboo había unos 50 Naboo N-1. Desde aquí fue enviada la fuerza de estos cazas para que anulasen la nave de control de los androides de batalla de la Federación de Comercio. 
Anakin Skywalker, un hombre joven que venía en la compañía de dos Jedi y la reina Padmé Amidala se montó en uno de estos vehículos y sin querer terminó en la órbita del planeta en medio de la batalla espacial. Minutos después Anakin había entrado en el interior de una de las naves capítales de la Federación de Comercio y destruyendo su reactor principal (lo que causó la destrucción de la nave). Anakin salió con vida y salvó la batalla de Naboo. 
Después de la batalla de Naboo, los cazas estelares Naboo N-1, fueron mejorados y siguieron sirviendo de escolta a naves diplomáticas o simplemente al servicio del reino democrático de Naboo.
- Datos: Q7880459